# Luddeweersterpolder
De Luddeweersterpolder is een voormalig waterschap in de provincie Groningen.
Het waterschap, dat rond Luddeweer lag, ten westen van het Schildmeer, had een iets driehoekige vorm. De noordoostgrens liep van het kanaal over de vervallen Slochterweg (300 m ten zuiden van de Laanweg) en het verlengde daarvan tot 700 m voor de Westerpaauwenweg, vandaar loopt de grens naar het zuidwesten een loopt gedeeltelijk over de Grauwedijk. De westgrens lag bij de Woltersumer Ae. De eerste molen werd al gebouwd in 1802 door de volmachten van de Luddeweerster watermolen. Deze molen stond aan de Woltersumer Ae, halverwege Schaaphok en het Eemskanaal. 
Waterstaatkundig gezien ligt het gebied sinds 2000 binnen dat van het waterschap Hunze en Aa's.